# Žebrákovský potok (přítok Sázavy)
Žebrákovský potok je pravostranný přítok řeky Sázavy v okrese Havlíčkův Brod v Kraji Vysočina. Délka jeho toku činí 10,5 km. Plocha povodí má rozlohu 13,3 km².

## Průběh toku
Potok pramení na jihovýchodních svazích Boroviny (585 m) zhruba 1 km severovýchodně od Vlkanova v nadmořské výšce okolo 540 m. Po celé své délce teče převážně jižním směrem. Na středním toku v lesích mezi Opatovicemi a Druhanovem napájí vodní nádrž Kristiánku, která slouží jako zdroj pitné vody pro město Světlá nad Sázavou a dále níže po proudu Lánský rybník. Na dolním toku potok protéká severozápadním okrajem Světlé, u níž vytváří malebné údolí nazývané Údolíčko, ve kterém je jeho koryto poseto mnoha balvany. Vlévá se do Sázavy na jejím 142,5 říčním kilometru u Dolní Březinky v nadmořské výšce okolo 385 m.

### Geomorfologické členění
Žebrákovský potok odvodňuje území na východě Třebětínské pahorkatiny, která je okrskem Světelské pahorkatiny. Světelská pahorkatina je podcelkem Hornosázavské pahorkatiny. Nejvyšším bodem celého povodí je Žebrákovský kopec (601 m n. m.). Žebrákovský potok odvodňuje jeho severovýchodní a východní svahy.

### Větší přítoky
Všechny přítoky Žebrákovského potoka jsou krátké a bezejmenné.

## Využití
Kromě výše zmíněného vodárenského využití je dolní tok potoka od jeho ústí do Sázavy k hrázi Lánského rybníka součástí pstruhového revíru Sázavka 1 P, který obhospodařuje Územní svaz města Prahy.

## Příroda

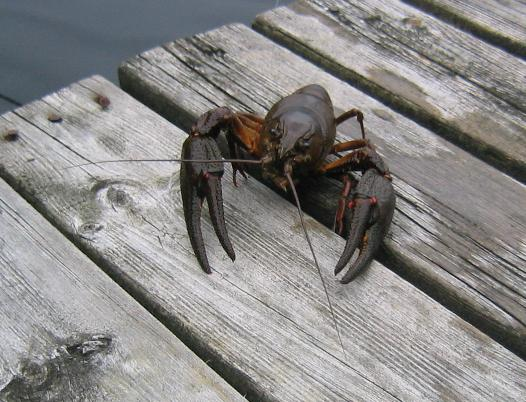
Rak říční

V čisté vodě potoka se dařilo velmi silné populaci raka říčního, kterou však v létě roku 2008 zdecimovala nákaza račího moru.